# James Gambier, I barone Gambier
John James Gambier, I barone Gambier (New Providence, 13 ottobre 1756 – Iver, 19 aprile 1833), è stato un ammiraglio britannico della Royal Navy, governatore di Terranova e Lord dell'ammiragliato.
Si distinse per il contributo nel Glorioso Primo di Giugno del 1794, anche se in seguito divenne famoso per l'errore nella battaglia dell'isola d'Aix.

## Biografia

### Inizio della carriera
Gambier nacque a New Providence, Bahamas, secondogenito del tenente governatore John Gambier. La madre, Deborah Stiles, era delle Bermuda. Gambier era nipote del viceammiraglio James Gambier e dell'ammiraglio Sir Charles Middleton, Lord Barham. Fu nipote della scrittrice di romanzi Lady Chatterton.
Si arruolò nel 1767 come midshipman (aspirante guardiamarina) a bordo della HMS Yarmouth comandata dallo zio, che si trovava a Medway, per poi seguirlo sulla HMS Salisbury nel 1769 con la quale salpò per la North American Station. Si trasferì sulla HMS Chatham con il retroammiraglio Parry nel 1772, nelle isole Sopravento Settentrionali. Gambier fu spostato sullo sloop HMS Spy e trasferito in Inghilterra per servire sulla terzo rango HMS Royal Oak, nave ammiraglia a Spithead. Fu nominato tenente il 12 febbraio 1777 e trasferito in seguito sullo sloop Shark, sulla fregata HMS Hind e poi sulla HMS Sultan con il viceammiraglio Lord Shuldham nel 1777 e sulla HMS Ardent di suo zio. Lord Howe lo promosse Master & Commander il 9 marzo 1778, assegnandolo alla bombarda HMS Thunder che poco dopo fu disalberata e si arrese ai francesi. Fu fatto prigioniero per breve tempo e, quando fu scambiato, fu nominato post-captain il 9 ottobre 1778 all'età di 22 anni. Gli fu assegnato il comando della fregata HMS Raleigh. Servì con il padre ed il viceammiraglio Mariot Arbuthnot. Nel 1780 fu messo a capo della HMS Endymion, con la quale navigò le acque britanniche.
Nel 1783, alla fine della guerra d'indipendenza americana, fu messo a mezza paga e si sposò nel luglio del 1788. Nel febbraio 1793, dopo la dichiarazione di guerra alla Francia, il capitano Gambier fu imbarcato sulla HMS Defence con Lord Howe. Come capitano della Defence Gambier partecipò alla battaglia del Glorioso Primo di Giugno del 1794, meritandosi l'onore di comandare la prima nave a rompere le linee nemiche. In seguito ricevette la medaglia d'oro navale e fu nominato colonnello della marina (una sinecura senza obblighi, ma con un'ottima paga).

### Lord dell'ammiragliato
Nel 1795 fu promosso a retroammiraglio e nominato Lord dell'ammiragliato. Nel 1799 divenne viceammiraglio e nel 1801 comandante della HMS Neptune e terzo in comando della Channel Fleet sotto l'ammiraglio William Cornwallis. Nel 1802-1804 fu governatore di Terranova e comandante in capo di tutte le navi di quella colonia. Fece ritorno all'ammiragliato e venne promosso ammiraglio nel 1805.
Nel 1807 Gambier si mise volontariamente al comando delle forze navali inviate nella campagna contro Copenaghen. Partecipò alla seconda battaglia di Copenaghen con la nave ammiraglia HMS Prince of Wales. Assieme al generale Lord Cathcart supervisionò il bombardamento di Copenaghen dal 2 settembre fino alla resa danese di tre giorni dopo (un incidente che diede cattiva notorietà a Gambier fu il bombardamento del quartiere civile). Tra i pezzi nemici conquistati ci furono otto navi di linea, ventuno fregate e venticinque cannoniere, oltre a numerose riserve navali per le quali ricevette il ringraziamento dal parlamento, ed il 3 novembre 1807 un titolo nobiliare lo rese Barone Gambier, di Iver nella Contea di Buckingham.

### Battaglia dell'isola d'Aix

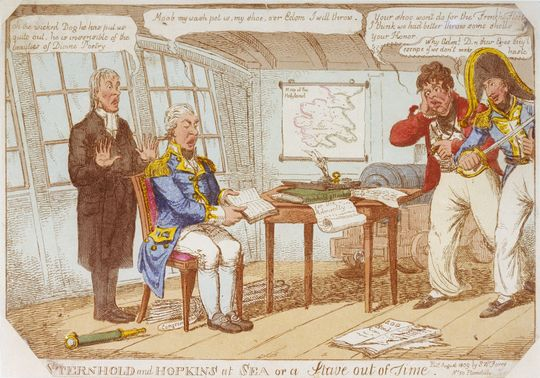
Stampa satirica raffigurante Gambier e Cochrane durante la battaglia dell'isola d'Aix. Gambier legge la bibbia, ignorando la richiesta di Cochrane di inseguire la flotta francese

Nel 1808 Lord Gambier fu nominato al comando della Channel Fleet. Nell'aprile 1809 inseguì uno squadrone di navi francesi fuggito da Brest verso l'île d'Aix. Convocò un consiglio di guerra nel quale a Lord Cochrane fu assegnato il comando dello squadrone costiero e che in seguito portò l'attacco. Gambier si rifiutò di fare entrare in azione la Channel Fleet dopo l'attacco di Cochrane ed utilizzò imbarcazioni che spinsero i francesi a fondo nelle secche dell'estuario. Questa azione fece arenare la maggior parte delle imbarcazioni nemiche a Rochefort.
Lord Gambier era felice del ruolo giocato dallo squadrone posto al largo. L'ammiraglio Sir Eliab Harvey, che aveva comandato la Fighting Temeraire nella battaglia di Trafalgar, ritenne che avessero perso l'occasione di infliggere ulteriori danni alla flotta francese. Disse a Gambier: «Non ho mai visto un uomo così inadatto al comando di una flotta come Vostra Signoria». Lord Cochrane minacciò di utilizzare il suo voto parlamentare contro Gambier per non aver utilizzato la propria flotta. Gambier fu chiamato di fronte ad una corte marziale per rispondere del suo operato. La corte marziale, riunitasi il 26 luglio 1809 sulla Gladiator a Portsmouth, esonerò Gambier. In seguito né Harvey né Cochrane furono più messi al comando per il resto della guerra.

### Ultima parte della carriera
Nel 1813 Lord Gambier fece parte della squadra che negoziò il trattato di Gand, che pose fine alla guerra del 1812 tra Gran Bretagna e Stati Uniti d'America. Fu benefattore del Kenyon College negli Stati Uniti, tanto che la città che fu fondata con esso prese da lui il nome di Gambier (Ohio). Monte Gambier, vulcano estinto situato in Australia meridionale, e l'isola di Gambier in Columbia Britannica prendono da lui il nome.

## Citazioni nella fiction
Lord Gambier è un personaggio secondario che appare verso la fine di La strega di Endor, un romanzo del 1938 scritto da Cecil Scott Forester ed incentrato sulle vicende di Horatio Hornblower. Viene descritto come uomo molto religioso, soprannominato Dismal Jimmy (triste Jimmy) dai subordinati.

## Retaggio
Quella oggi nota come viola wittrockiana fu creata da William Thompson, giardiniere di Lord Gambier ad Iver, ibridando la viola tricolor con altre viole tra il 1813 ed il 1814.